# Éditions Alphonse Leduc
Éditions Alphonse Leduc ist der Name eines 1841 gegründeten französischen Musikverlags mit Sitz in Paris. Seit 2014 gehört er zur britischen Music Sales Group.

## Geschichte

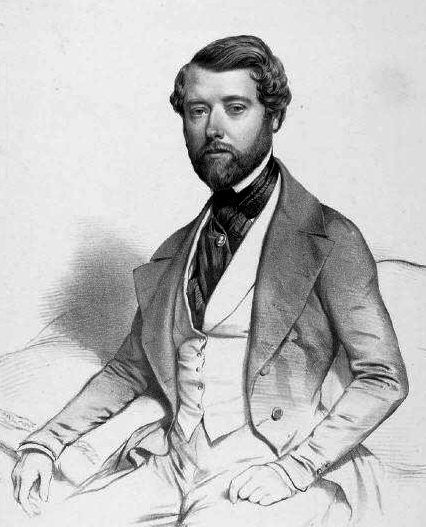
Alphonse Leduc, 1840

Die Ursprünge der Familie Girard, die den Verlag Éditions Alphonse Leduc begründete und bis heute als Familienbetrieb führt, liegen in Arnay-le-Duc (Burgund), von dem sich auch der Name Leduc herleitet, den ein in Nantes lebender Zweig der Familie annahm. Die gleichfalls musikverlegerisch tätigen Geiger Simon Leduc (1742–1777) und dessen Bruder Pierre Leduc sind jedoch nicht mit dem Verlagsgründer verwandt.
Der Verlag Éditions Alphonse Leduc wurde 1841 in Paris von dem aus Nantes stammenden Alphonse Girard (1804–1868), genannt „Leduc“, gegründet. Dieser hatte selbst bei Anton Reicha am Conservatoire de Paris studiert, beherrschte Fagott, Flöte und Gitarre und komponierte zahlreiche Werke, insbesondere Tanzstücke für Klavier. Als Verleger konzentrierte er sich anfänglich auf die Herausgabe von Liedern und Klavierstücken, außerdem nahm er – selbst als Musikpädagoge tätig – auch Lehrwerke für Instrumentalspiel in das Verlagsprogramm auf. Nach Alphonses Tod übernahm sein Sohn Alphonse-Charles (1844–1892) die Firmenleitung. Unter seiner Führung verbreiterte sich das Verlagsangebot, nicht nur durch Übernahme der Kataloge anderer Verleger, sondern auch durch Aufbau verschiedener Notenreihen vor allem pädagogischen Inhalts. Als sehr erfolgreich erwies sich der Erwerb der französischen Rechte von Giuseppe Verdis Aida. 
Nach dem frühen Tod von Alphonse-Charles übernahm zunächst dessen Frau Emma – Tochter des Pianisten Henri Ravina – den Verlag, um ihn 1902 an ihren Sohn Alphonse-Émile Leduc (1878–1951) zu übergeben. Dieser übernahm 1905 mit dem Lebeau-Katalog die Verlagsrechte an den Opern von Charles Gounod. Alphonse-Émile Leduc druckte unter anderem die ersten Werke von Olivier Messiaen und Orgelkompositionen von Marcel Dupré und Jehan Alain, außerdem das erfolgreiche Flötenkonzert von Jacques Ibert. 1951 bis 1985 führten in vierter Generation die Brüder Claude-Alphonse (1910–1995) und Gilbert-Alphonse Leduc (1911–1985) den Verlag. In dieser Zeit wurden unter anderem Werke von Arthur Honegger, Bohuslav Martinů, Henri Tomasi oder Eugène Bozza in das Verlagsprogramm aufgenommen.
Nicht zuletzt durch den Aufkauf der Bestände anderer Musikverlage vergrößerte sich der Umfang des Verlagsprogramms auch im Lauf der zweiten Hälfte des 20. Jahrhunderts weiter: Mit Éditions Heugel kamen 1980 Werke von Komponisten wie Jacques Offenbach, Darius Milhaud, Francis Poulenc oder Pierre Boulez hinzu, mit Éditions Bornemann 1989 u. a. Orgelwerke von César Franck, mit Éditions Hamelle 1993 etwa Werke von Gabriel Fauré und Charles-Marie Widor.  Mit Übernahme des US-amerikanischen Verlags Robert King entstand zudem eine amerikanische Tochterniederlassung von Éditions Alphonse Leduc. 2013 umfasste das Verlagsprogramm allein an sinfonischen Werken und Opern fast 2000 Kompositionen von mehr als 350 Komponisten.
Nach mehreren Umzügen innerhalb von Paris wurde der Firmenhauptsitz 1929 in die Pariser 175 rue St-Honoré verlegt. Ab 1985 führten den Verlag in fünfter Generation die Cousins Francois Leduc und Basile Crichton. 
Seit Januar 2014 gehört der Verlag zur britischen Music Sales Group, die ihrerseits seit 2020 als Wise Music Group firmiert.